# Dipoena nigroreticulata
Dipoena nigroreticulata är en spindelart som först beskrevs av Simon 1879.  Dipoena nigroreticulata ingår i släktet Dipoena och familjen klotspindlar. Inga underarter finns listade i Catalogue of Life.